# Oamaru
Oamaru (ɒməˈruː; in maori Te Oha-a-Maru) è una città della Nuova Zelanda; si trova lungo la costa orientale nell'Isola del Sud, ed è il capoluogo del Distretto del Waitaki (provincia di Otago).
Si trova a circa 80 km a sud di Timaru e 120 a nord di Dunedin e il suo nome deriva dall'espressione māori che significa il luogo di Maru (analogamente all'etimo di Timaru), anche se non è chiaro quale sia l'identità di Maru.

## Storia
Poche, e leggendarie, sono le informazioni relative alla zona prima dell'arrivo degli esploratori europei; nel febbraio 1770 James Cook giunse vicino alle foci del fiume Waitaki e la prima descrizione del luogo risale a quella data.

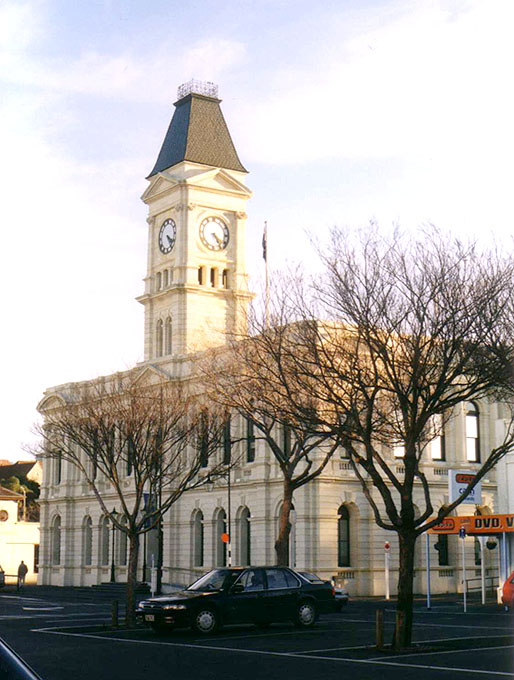
Palazzo del consiglio distrettuale di Waitaki a Oamaru

La zona era abitata da Maori e presto sorsero anche insediamenti di cacciatori di foche; contemporaneamente la zona fu esplorata anche dai cacciatori di balene.
Gli insediamenti europei più consistenti giunsero nell'area a partire dal 1850; nel 1859 l'abitato di Oamaru divenne città, che crebbe come centro agricolo, ovinicolo e ittico.
L'edilizia fu favorita anche da un particolare tipo di pietra calcarea estratta nella zona, la Pietra di Otago, utilizzata per costruire numerosi edifici, tanto che anche in piena grande depressione di fine XIX secolo Oamaru risultava essere la città meglio costruita e più finanziata da mutui di tutta l'Australasia.
Vi trascorse buona parte della sua infanzia la scrittrice Janet Frame.
La popolazione crebbe lentamente ma senza sosta fino agli anni settanta, fino alla chiusura del porto, che provocò una stagnazione dell'economia cittadina; dagli anni ottanta è stata quindi messa in opera una riqualificazione della città, la quale adesso ha trasformato in museo a cielo aperto il proprio patrimonio architettonico.
A parte un'università a indirizzo agrario ed economico, la città ospita una galleria d'arte pubblica dal 1983 e l'eredità culturale e architettonica dei propri luoghi è divenuto il principale asset della città.

## Amministrazione

### Gemellaggi
- Devizes